# Ван-Дунем, Афонсу
Афонсу Ван-Дунем М'Бинда (порт. Afonso Van-Dunem M'Binda; 7 сентября 1941, Луанда, Португальская Ангола — 14 ноября 2014, Луанда, Ангола) — ангольский дипломат и государственный деятель, министр иностранных дел Республики Ангола (1985—1989).

## Биография
В 1961 г. вступил в ряды МПЛА. Член ЦК МПЛА с 1976 г. Член Политбюро ЦК МПЛА с 1985 г.
1970—1972 гг. — представитель МПЛА в Замбии и Танзании. Затем являлся личным секретарем первого президента независимой Анголы Агостиньо Нето.
- 1976—1978 гг. — провинциальный комиссар Луанды,
- 1978—1985 гг. — секретарь ЦК МПЛА,
- 1985—1989 гг. — министр иностранных дел Анголы. На этом посту вел переговоры о выводе контингента кубинских войск из Анголы,
- 1991—2000 гг. — постоянный представитель Анголы при ООН.

С 2010 г. — секретарь ЦК МПЛА по международным делам.
Генерал-лейтенант (2004).